# روبرت كوفمان
روبرت كوفمان (بالإنجليزية: Robert Kaufman)‏ هو منتج أفلام وكاتب سيناريو أمريكي، ولد في 22 مارس 1931 في الولايات المتحدة، وتوفي في 21 نوفمبر 1991 في بيفرلي هيلز في الولايات المتحدة.

## وصلات خارجية
- روبرت كوفمان على موقع IMDb (الإنجليزية)
- روبرت كوفمان على موقع ألو سيني (الفرنسية)
- روبرت كوفمان على موقع أول موفي (الإنجليزية)
- روبرت كوفمان على موقع قاعدة بيانات الأفلام السويدية (السويدية)
- روبرت كوفمان على موقع قاعدة بيانات الفيلم (الإنجليزية)
- روبرت كوفمان على موقع كينوبويسك (الروسية)